# José del Maestro Ríos
José de la Rosa del Maestro Ríos es un político peruano. Fue Presidente Regional de Madre de Dios entre 2005 y 2006.

## Biografía
Nació en Ferreñafe, Perú, el 30 de agosto de 1949.

## Vida Política
Dentro de su vida política, tentó dos veces su elección como diputado por Madre de Dios en las elecciones generales de 1985 y de 1990 (por la Izquierda Unida y la Izquierda Socialista respectivamente) sin ser elegido en ninguna de esas oportunidades. Asimismo, en las elecciones municipales de 1993 fue candidato a regidor de la provincia de Tambopata sin éxito.
Participó en las elecciones regionales del 2002 como candidato a vicepresidente del Gobierno Regional de Madre de Dios junto con Rafael Ríos López por el Movimiento Nueva Izquierda siendo elegidos con el 34.552% de los votos.

## Controversias
Durante su gestión como vicepresidente, el presidente regional Ríos fue capturado en medio de un proceso penal seguido en su contra lo que terminó ocasionado su declaración de vacancia del cargo de Presidente Regional por el Consejo Regional, medida que fue luego confirmada por el Jurado Nacional de Elecciones quien dispuso la sucesión legal y a Del Maestro como Presidente Regional.